# Руссий, Жан Изаак
Жан Изаак Руссий (фр. Jean Isaac Roussille; 1767—1845) — французский военный деятель, полковник (1809 год), барон (1810 год), участник революционных и наполеоновских войн.

## Биография
Родился в семье оружейника Паскаля Руссия фр. Pascal-Thomas Roussille; 1739—) и его супруги Марии Лакост (фр. Marie Lacoste). Женился 16 октября 1783 года в По на Марие Даран (фр. Marie Daran).
Начал службу 17 октября 1791 года лейтенантом в 3-м батальоне волонтёров Нижних Пиреней. Служил в Пиренейской армии. 6 марта 1792 года был произведён в капитаны. 3 августа 1794 года был ранен пулей в правую руку при взятии долины Бастан. 5 апреля 1795 года его батальон влился в состав 134-й полубригады, а 22 декабря 1795 года – 70-й полубригады. По причине ранений был уволен из армии 12 марта 1796 года.
5 марта 1798 года вернулся на службу и командовал депо реквизиторов в По. 21 декабря 1798 года капитан в депо призывников и реквизиторов. 20 августа 1799 года зачислен в 1-й дополнительный батальон Нижних Пиреней. 9 апреля 1800 года этот батальон влился в состав 26-й полубригады лёгкой пехоты. 25 ноября 1800 года возглавил роту карабинеров в этой полубригаде. Под началом полковника Пуже сражался в кампаниях 1805-07 в составе дивизии Леграна. Отличился при Аустерлице и Любеке. 6 февраля 1807 года при Гофе был ранен двумя выстрелами в руку и правое бедро, а также получил множественные ушибы головы и тела. Оставленный умирать на поле боя, был взят в плен казаками. 9 мая 1807 года был обменян. 12 июля 1807 года император провёл смотр 4-му армейскому корпусу. Прибыв в 26-й полк, он был представлен капитану Руссию. Этот храбрый солдат, взятый в плен русскими, был передан пруссакам. Он очутился в квартире, где наглый офицер отпускал всякие ругательства против императора. Сначала Руссий терпеливо переносил эти оскорбления, но, наконец, гордо встал, сказав: «Только трусы могут делать такие замечания против императора Наполеона в присутствии одного из его солдат. Если меня заставят слушать такие гнусности, я предпочту смерть». Несколько других присутствовавших прусских офицеров, имея столько же хвастовства, сколько мало заслуг и чести, хотели наказать француза. Руссий, один против семи или восьми человек, провёл бы дурную четверть часа, если бы русский офицер, появившийся в это время, не бросился ему навстречу со шпагой в руке: он наш пленный, говорит, а не твой; он прав, а вы трусливо оскорбляете первого капитана Европы. Прежде чем ударить этого храбреца, вам придётся иметь дело со мной. Вообще, насколько французские пленные хвалят русских, настолько же они жалуются на пруссаков, особенно на генерала Рюхеля, офицера столь же злого и хвастливого, сколь неумелого и невежественного на поле боя. Из всех прусских корпусов, которые были в день Йены, его вёл себя наименее храбро.
12 июля 1807 года Руссий был произведён во временные командиры батальона 26-го лёгкого. 29 февраля 1808 года переведён командиром батальона в 8-й полк лёгкой пехоты, который входил в состав Армии Далмации генерала Мармона. Участвовал в кампании 1809 года. 22 мая 1809 года получил ушиб бедра и под ним была ранена лошадь при Градшаце. 20 июня 1809 года произведён в полковники, и поставлен во главе 5-го полка линейной пехоты. Через два дня после этого повышения, пока боевые действия продолжались, новый полковник услышал, как император приказал двум элитным ротам форсировать под огнём редут, который затруднял передвижение наших войск. Руссий немедленно явился и бросился к форту с горсткой храбрых людей и занял его, несмотря на артиллерийские залпы, сеявшие вокруг него смерть. Когда император, следивший за ним взглядом в этом смелом шаге, увидел цвета своего флага, развевающегося над фортом, он захотел назначить Руссия генералом, но затем передумал, так ка Жан был сделан полковником только два дня назад. С 1811 по 1814 годы служил в Армии Каталонии. 13 ноября 1811 года получил сильный ушиб правой руки при Матаро. После первого отречения Наполеона служил в гарнизоне Гренобля. Когда Наполеон сбежал с Эльбы, Руссий, присягнувший Бурбонам, отказался открыть двери своему бывшему императору: «...войска вернулись, я удалился домой, уставший телом и душой. Едва я прибыл туда, как приставленный к его дому полковник пришёл сообщить мне, что меня спрашивает император. Я хотел ответить, что меня нет, но он вошёл, увидел меня, и я был вынужден последовать за ним. Придя к нему домой, он подошёл и резким тоном сказал мне: «Вы заставили меня ждать, я просидел у ворот два часа». Я сказал ему, что свой долг я выполнил и что присягнул Бурбонам. На следующий день император провёл смотр полка. Он служил при Ватерлоо, где был ранен, и поддержал отступление армии после этой катастрофы. 10 сентября 1815 года его полк был расформирован, и Руссий вернулся домой с орлом 5-го линейного. Его сын преподнёс этого орла в подарок Наполеону III. 20 февраля 1816 года вышел в отставку.

## Воинские звания
- Лейтенант (17 октября 1791 года);
- Капитан (6 марта 1792 года);
- Командир батальона (12 июля 1807 года);
- Полковник (20 июня 1809 года).

## Титулы
- Барон Руссий и Империи (фр. baron Roussille et de l'Empire; декрет от 15 августа 1809 года, патент подтверждён 25 марта 1810 года в Компьене)[2][3].

## Награды
Легионер ордена Почётного легиона (5 августа 1804 года)
 Кавалер военного ордена Святого Людовика (8 июля 1814 года)
 Офицер ордена Почётного легиона (27 января 1815 года)